# Sed Contra
Sed Contra es una revista de cultura digital creada en el año 2006 por Santiago Legarre y un grupo de estudiantes.
Sed Contra se dedica especialmente a la difusión de material escrito por jóvenes interesados en distintos ámbitos de la cultura; para ello cuenta con distintas secciones: Entrevistas, Poesías, Cuentos, Reseñas, Opinión y One Offs.
La revista se publica con una periodicidad semestral los días 1° de julio y 1° de diciembre.
Desde el año 2013, Sed Contra cuenta con una filial africana (Sed Africa) cuya sede es en Nairobi, Kenia.